# Parmelee-Massiv
Das Parmelee-Massiv ist ein schroffes und 1250 m hohes Massiv an der Black-Küste des Palmerlands auf der Antarktischen Halbinsel. Es ragt westlich der Basis der Imshaug-Halbinsel am Kopfende des Lehrke Inlet auf.
Der United States Geological Survey kartierte das Massiv im Jahr 1974. Das Advisory Committee on Antarctic Names benannte es 1976 nach dem US-amerikanischen Biologen David Freeland Parmelee (1924–1998), der im Rahmen des United States Antarctic Research Program an Bord von Eisbrechern zwischen 1972 und 1975 in drei Kampagnen ornithologische Studien im Gebiet der Antarktischen Halbinsel betrieben hatte.